# Bulbophyllum ricaldonei
Bulbophyllum ricaldonei é uma espécie de orquídea (família Orchidaceae) pertencente ao gênero Bulbophyllum. Foi descrita por Leite em 1948.